# نیکولا ماتاس
نیکولا ماتاس (کرواتی: Nikola Matas؛ زادهٔ ۲۲ ژوئن ۱۹۸۷) بازیکن فوتبال اهل کرواسی است.
از باشگاه‌هایی که در آن بازی کرده‌است می‌توان به باشگاه فوتبال لوکوموتیو زاگرب و باشگاه فوتبال اوسیک اشاره کرد.
وی همچنین در تیم ملی فوتبال کرواسی بازی کرده‌است.